# Víziatkafélék
A víziatkafélék (Hygrobatidae) a pókszabásúak (Arachnida) osztályába, az atkák (Acarina) rendjébe tartozó család.

## Európában előforduló nemek
- Hygrobates
- Atractides
- Maderomegapus
- Mesobates